# Lucky Charms

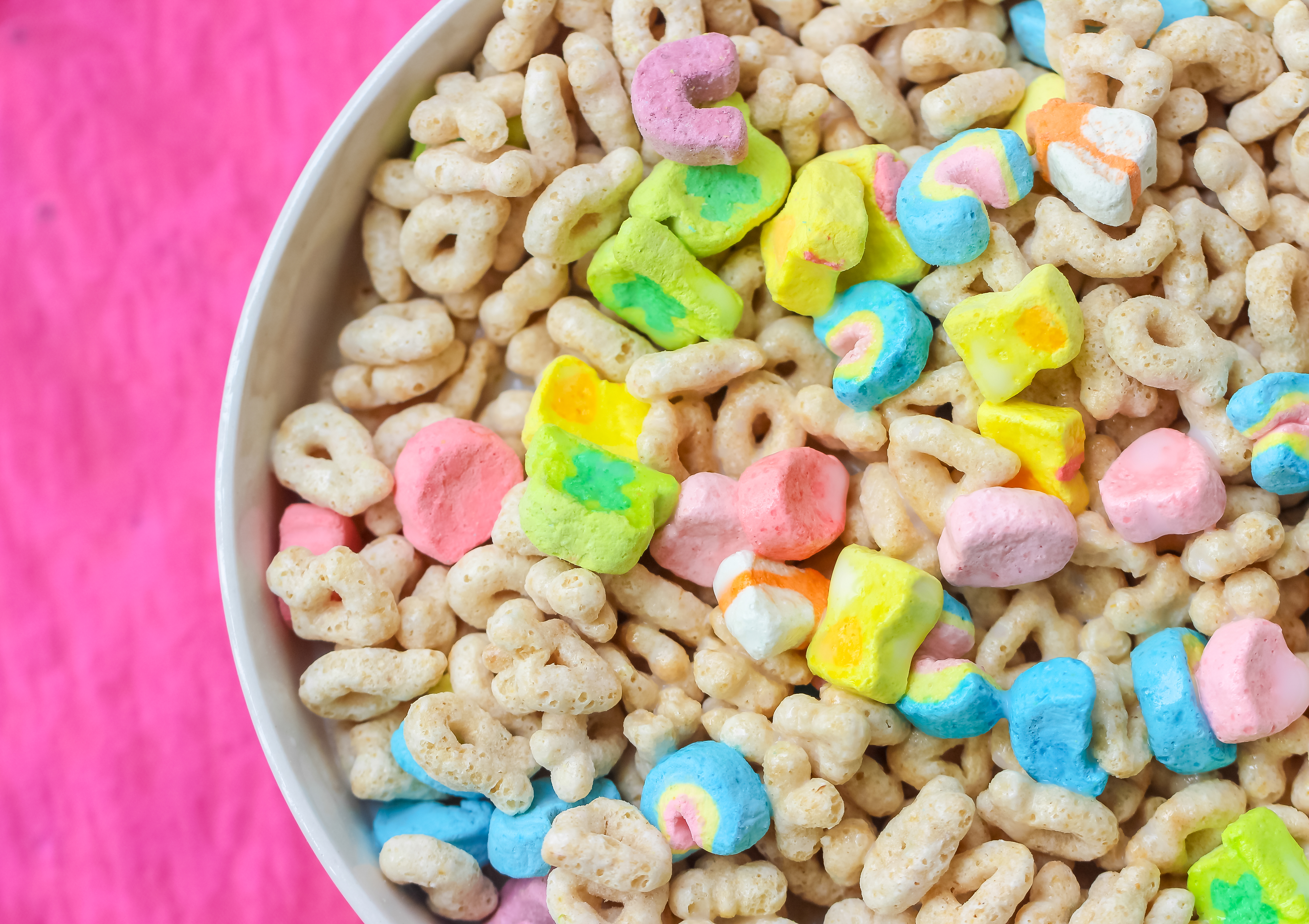
Lucky Charms

Lucky Charms est une marque de céréales de petit-déjeuner produites par l'entreprise General Mills. Ces céréales se composent de deux éléments principaux : de l'avoine grillé et des morceaux de guimauve multicolores de formes diverses (étoiles, lunes, arcs-en-ciel, fers à cheval, cœurs, etc.), ces derniers constituant plus de 25 % du volume de chaque paquet.
La marque dispose d'une mascotte, un leprechaun nommé Lucky.
Sa première apparition dans les magasins date de 1964.
Les Lucky Charms ne sont plus commercialisés en France depuis l'interdiction des OGM.